# Solocal
Solocal (ehemalige Eigenschreibweise: SoLocal) ist ein französischer Werbedienstleister mit Sitz in Boulogne-Billancourt. Die Aktien des Unternehmens sind Bestandteil des CAC-Small-Index und waren vormals im Next 150-Index enthalten.
Die zwei Hauptgeschäftsbereiche Solocals umfassen das Geschäft mit Werbedienstleistungen auf digitaler und gedruckter Ebene. Der Geschäftsbereich „Digital“ beinhaltet Webdesign-Angebote und Services in Bezug auf das Online-Marketing. Er war im Jahr 2018 für 85,3 % des Unternehmensumsatzes verantwortlich. Der Geschäftsbereich „Print“ besteht vornehmlich aus der Verlegertätigkeit für die französischen Gelbe Seiten (PagesJaunes). Im Zuge einer Umstrukturierung aufgrund sinkender Umsätze und Profitabilität erklärte man 2019, dass die gedruckte Form der verlegten Telefonbücher ab 2020 nicht mehr produziert würde. Die Abkündigung der gedruckten Branchenverzeichnisse solle im Jahr darauf folgen. Weiterhin kündigte man 2018 den Abbau von 1.000 Stellen unter den ehemals 4500 Beschäftigten an.
Das Unternehmen wurde im Jahr 2000 gegründet. Die Aktien der Gesellschaft wurden ab 2004 an der Pariser Börse gelistet.